# Eigenji (Shiga)
Eigenji (永源寺町 Eigenji-chō?) fue un pueblo localizado en el Distrito de Kanzaki, Shiga, Japón.

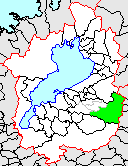
Localización de Eigenji

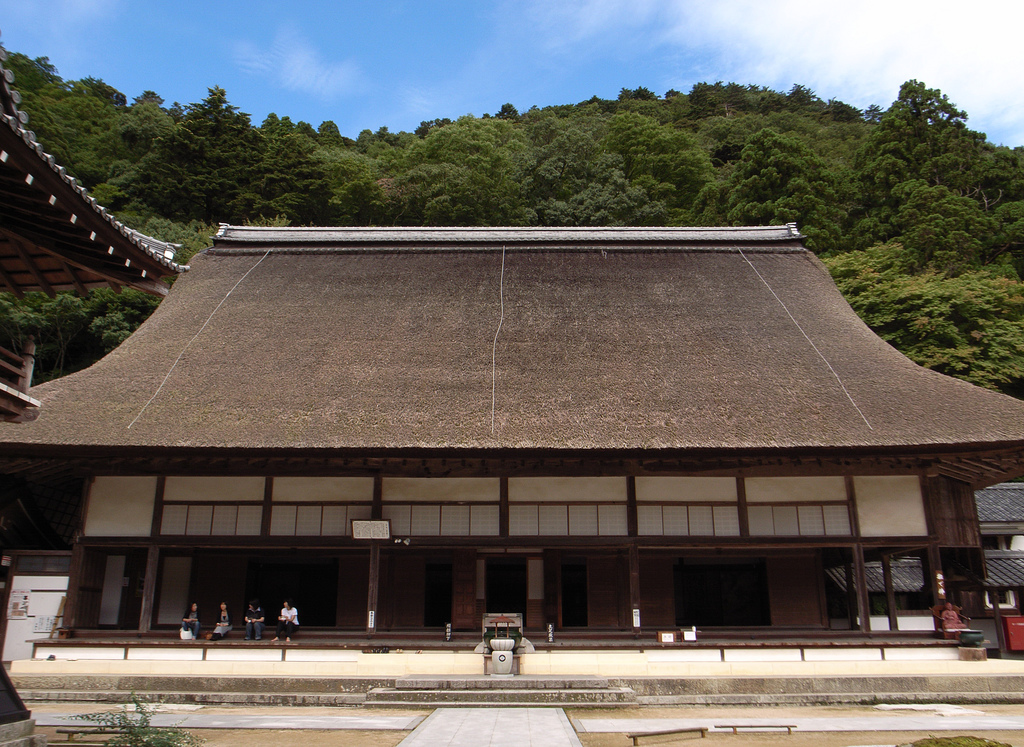
Templo de Eigen-ji

En 2003, el pueblo tenía una población estimada de 6.194 habitantes y una densidad de 34,17 habitantes por km². Su área total era de 181,27  km².
El pueblo recibe su nombre tras el templo budista de Eigen-ji. Es un sitio conocido para ver las hojas rojas del arce japonés en otoño.

## Geografía
Montañas
Monte Gozaisho
Ríos
Río Echi

## Historia
El 11 de febrero de 2005, Eigenji, junto con la ciudad de Yōkaichi y los pueblos de Gokashō, Aitō y Kotō se unió para formar la ciudad de Higashiōmi. 

## Transporte

### Carretera
Rutas Nacionales
Ruta Nacional 421